# Sigifredo Mercado
Sigifredo Mercado Sainz (ur. 21 grudnia 1968 w Toluce) – meksykański piłkarz grający na pozycji środkowego pomocnika.

## Kariera klubowa
Karierę piłkarską Mercado rozpoczął w klubie Angeles Puebla, w barwach którego zadebiutował w 1987 roku. W 1988 przeszedł do Puebla FC. W sezonie 1989/1990 wywalczył z nim mistrzostwo Meksyku, a także zdobył Puchar Meksyku. W 1991 roku wygrał z Pueblą Puchar Mistrzów CONCACAF, dzięki zwycięstwu w finałowym dwumeczu z Police FC z Trynidadu i Tobago. Kolejnym klubem w karierze Sisifredo było Deportivo Toluca, w którym występował w latach 1993–1995. W swoim drugim sezonie w tym klubie zdobył Copa Mexico.
Latem 1995 roku Mercado został piłkarzem Club León. Pobyt w tej drużynie trwał do 1999 roku i wtedy też na jeden sezon Meksykanin wrócił do Puebli. W sezonie 2000/2001 ponownie grał w León, a następnie podpisał kontrakt z Atlasem Guadalajara. W latach 2003–2005 znów grał w Puebli, a karierę zawodniczą kończył w 2006 roku będąc piłkarzem CD Zacatepec.

## Kariera reprezentacyjna
W reprezentacji Meksyku Mercado zadebiutował 7 lutego 1998 roku w wygranym 2:0 meczu Złotego Pucharu CONCACAF z Hondurasem. W 2002 został powołany przez Javiera Aguirre do kadry na Mistrzostwa Świata 2002. Wystąpił tam najpierw we dwóch meczach grupowych: z Chorwacją (1:0) i z Ekwadorem, a następnie w 1/8 finału z USA (0:2). Ostatni mecz w kadrze narodowej rozegrał w tym samym roku, a łącznie wystąpił w niej 21 razy.